# SpaceX CRS-9

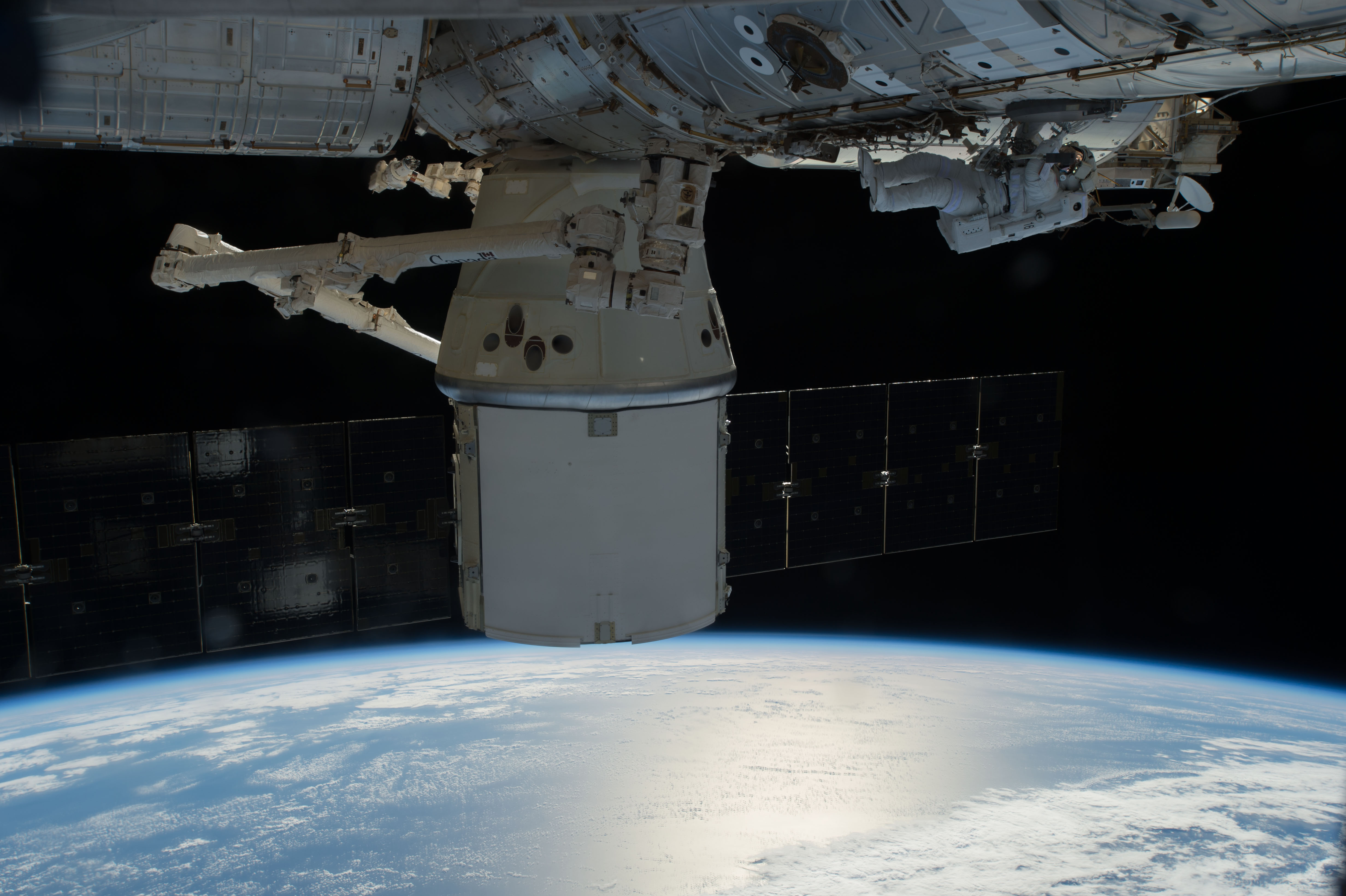
Loď Dragon připojená k ISS vyfocená v průběhu 48. EVA na ISS. 19. srpen 2016

SpaceX CRS-9 (alternativně SpX-9, nebo jednoduše CRS-9) byl devátý zásobovací let kosmické lodi Dragon společnosti SpaceX k Mezinárodní vesmírné stanici (ISS) podstoupený v rámci kontraktu Commercial Resupply Services uzavřeného s NASA. Celkově šlo o jedenáctý let Dragonu do vesmíru (pokud počítáme i demo lety C1 a C2+).
Na palubě nesla dokovací adaptér IDA-2 pro modul Harmony. Ten byl původně určen pro zenitový dokovací port tohoto modulu, ale kvůli ztrátě adaptéru IDA-1 během fatálního selhání mise CRS-7 byl umístěn na jeho příďový port.